# Llista de participants al Tour de França de 2014
El Tour de França de 2014 va ser la 101a edició de la cursa, una de les Grans Voltes del ciclisme. La cursa es va disputar sobre 21 etapes i un recorregut de 3.358,1 quilòmetres, amb inici a Leeds , Regne Unit, el 5 de juliol i final als Camps Elisis de París el 27 de juliol.
La cursa va ser disputada per 22 equips. Els divuit equips ProTeams van ser automàticament convidats i obligats a assistir a la cursa. El 14 de gener de 2014 l'organitzador del Tour, Amaury Sport Organisation (ASO), va anunciar els quatre equips continentals professionals convidats a prendre-hi part: Cofidis, NetApp-Endura, Bretagne-Séché Environnement i IAM Cycling.
Cada equip tenia un màxim de nou ciclistes per formar un gran grup de 198 corredors, dels quals 47 era la primera vegada que corrien el Tour de França. 174 corredors van finalitzar la cursa. Els ciclistes provenien de 34 països; França, Espanya, Itàlia, Països Baixos, Alemanya, Austràlia i Bèlgica tenien un mínim de 10 ciclistes. Ji Cheng, del Giant-Shimano, va ser el primer corredor xinès que va participar al Tour. Ciclistes de vuit països van guanyar etapes durant la cursa, sent els alemanys amb set els que més en van guanyar. L'edat mitjana dels ciclistes era de 29,88 anys. Danny van Poppel, amb 20 anys, era el més jove, mentre Jens Voigt, de 42 anys, era el més veterà. Voigt, en el seu darrer any com a professional, va igualar el rècord de Stuart O'Grady de més aparicions al Tour amb 17.

## Llista de participants
- Llista de sortida completa

| Llegenda                 | Llegenda | Llegenda              | Llegenda                                                                                         |
| ------------------------ | --- | --------------------- | ------------------------------------------------------------------------------------------------ |
| #                        | Dorsal de sortida que du el ciclista al Tour                                                                | Pos.                  | Posició final a la classificació general                                                         |
| Mallot groc              | Vencedor de la classificació general                                                                        | Mallot de la muntanya | Vencedor de la classificació de la muntanya                                                      |
| Mallot verd              | Vencedor de la classificació per punts                                                                      | Mallot blanc          | Vencedor de la classificació dels joves                                                          |
| classificació per equips | Vencedor de la classificació per equips                                                                     | Combativitat          | Vencedor de la combativitat                                                                      |
| NP                       | Indica un ciclista que no ha pres la sortida en una etapa, seguit del número de l'etapa en què s'ha retirat | AB                    | Indica un ciclista que no ha finalitzat una etapa, seguit del número d'etapa en què s'ha retirat |
| HD                       | Indica un ciclista que ha finalitzat una etapa fora de control, seguit del número d'etapa                   | EX                    | Corredor exclòs per no respectar el reglament                                                    |
| Campió d'Itàlia          | Indica un mallot de campió nacional o mundial, així com l'especialitat                                      | *                     | Indica un corredor que lluita pel mallot blanc                                                   |

| Team Sky SKY                                         | Team Sky SKY             | Team Sky SKY |
| ---------------------------------------------------- | ------------------------ | ------------ |
| Núm.                                                 | Ciclista                 | Pos.         |
| 1                                                    | Christopher Froome (GBR) | AB-5         |
| 2                                                    | Bernhard Eisel (AUT)     | 126          |
| 3                                                    | Vassil Kirienka (BLR)    | 86           |
| 4                                                    | David López García (ESP) | 105          |
| 5                                                    | Mikel Nieve (ESP)        | 18           |
| 6                                                    | Danny Pate (USA)         | 153          |
| 7                                                    | Richie Porte (AUS)       | 23           |
| 8                                                    | Geraint Thomas (GBR)     | 22           |
| 9                                                    | Xabier Zandio (ESP)      | AB-6         |
| Directors esportius : Nicolas Portal, Servais Knaven |                          |              |

| Movistar Team MOV                                            | Movistar Team MOV              | Movistar Team MOV |
| ------------------------------------------------------------ | ------------------------------ | ----------------- |
| Núm.                                                         | Ciclista                       | Pos.              |
| 11                                                           | Alejandro Valverde (ESP) (CRI) | 4                 |
| 12                                                           | Imanol Erviti (ESP)            | 81                |
| 13                                                           | John Gadret (FRA)              | 19                |
| 14                                                           | Jesús Herrada (ESP)*           | 61                |
| 15                                                           | Beñat Intxausti (ESP)          | 114               |
| 16                                                           | Ion Izagirre (ESP)* (ruta)     | 41                |
| 17                                                           | Rubén Plaza (ESP)              | 91                |
| 18                                                           | José Joaquín Rojas (ESP)       | EX-18             |
| 19                                                           | Giovanni Visconti (ITA)        | 37                |
| Directors esportius : José Luis Arrieta, José Luis Jaimerena |                                |                   |

| Team Katusha KAT                                    | Team Katusha KAT              | Team Katusha KAT |
| --------------------------------------------------- | ----------------------------- | ---------------- |
| Núm.                                                | Ciclista                      | Pos.             |
| 21                                                  | Joaquim Rodríguez (ESP)       | 54               |
| 22                                                  | Vladimir Isaychev (RUS)       | 157              |
| 23                                                  | Alexander Kristoff (NOR)      | 125              |
| 24                                                  | Luca Paolini (ITA)            | 136              |
| 25                                                  | Aleksandr Pórsev (RUS) (ruta) | HD-13            |
| 26                                                  | Iegor Silin (RUS)             | AB-6             |
| 27                                                  | Gatis Smukulis (LAT) (CRI)    | 100              |
| 28                                                  | Simon Špilak (SLO)            | AB-17            |
| 29                                                  | Yury Trofimov (RUS)           | 14               |
| Directors esportius : José Azevedo, Torsten Schmidt |                               |                  |

| Team Tinkoff-Saxo TCS                                  | Team Tinkoff-Saxo TCS          | Team Tinkoff-Saxo TCS |
| ------------------------------------------------------ | ------------------------------ | --------------------- |
| Núm.                                                   | Ciclista                       | Pos.                  |
| 31                                                     | Alberto Contador (ESP)         | AB-10                 |
| 32                                                     | Daniele Bennati (ITA)          | 96                    |
| 33                                                     | Jesús Hernández Blázquez (ESP) | AB-6                  |
| 34                                                     | Rafał Majka (POL)*             | 44                    |
| 35                                                     | Michael Mørkøv (DEN)           | 134                   |
| 36                                                     | Sérgio Paulinho (POR)          | 89                    |
| 37                                                     | Nicolas Roche (IRL)            | 39                    |
| 38                                                     | Michael Rogers (AUS)           | 26                    |
| 39                                                     | Matteo Tosatto (ITA)           | 119                   |
| Directors esportius : Philippe Mauduit, Fabrizio Guidi |                                |                       |

| Astana Qazaqstan Team AST                                  | Astana Qazaqstan Team AST    | Astana Qazaqstan Team AST |
| ---------------------------------------------------------- | ---------------------------- | ------------------------- |
| Núm.                                                       | Ciclista                     | Pos.                      |
| 41                                                         | Vincenzo Nibali (ITA) (ruta) | 1                         |
| 42                                                         | Jakob Fuglsang (DEN)         | 36                        |
| 43                                                         | Andrí Hrivko (UKR)           | 95                        |
| 44                                                         | Dmitriy Gruzdev (KAZ)        | 130                       |
| 45                                                         | Maxim Iglinskiy (KAZ)        | 129                       |
| 46                                                         | Tanel Kangert] (EST)         | 20                        |
| 47                                                         | Michele Scarponi (ITA)       | 149                       |
| 48                                                         | Alessandro Vanotti (ITA)     | 147                       |
| 49                                                         | Lieuwe Westra (NED)          | 79                        |
| Directors esportius : Giuseppe Martinelli, Dmitriy Fofonov |                              |                           |

| Cannondale CAN                                       | Cannondale CAN             | Cannondale CAN |
| ---------------------------------------------------- | -------------------------- | -------------- |
| Núm.                                                 | Ciclista                   | Pos.           |
| 51                                                   | Peter Sagan (SVK)* (ruta)  | 60             |
| 52                                                   | Maciej Bodnar (POL)        | 112            |
| 53                                                   | Alessandro De Marchi (ITA) | 52             |
| 54                                                   | Ted King (USA)             | AB-10          |
| 55                                                   | Kristjan Koren (SLO)       | 135            |
| 56                                                   | Marco Marcato (ITA)        | 80             |
| 57                                                   | Jean-Marc Marino (FRA)     | 160            |
| 58                                                   | Fabio Sabatini (ITA)       | 118            |
| 59                                                   | Elia Viviani (ITA)*        | 162            |
| Directors esportius : Stefano Zanatta, Alberto Volpi |                            |                |

| Belkin Pro Cycling Team BEL                         | Belkin Pro Cycling Team BEL | Belkin Pro Cycling Team BEL |
| --------------------------------------------------- | --------------------------- | --------------------------- |
| Núm.                                                | Ciclista                    | Pos.                        |
| 61                                                  | Bauke Mollema (NED)         | 10                          |
| 62                                                  | Lars Boom (NED)             | 97                          |
| 63                                                  | Stef Clement (NED)          | AB-7                        |
| 64                                                  | Steven Kruijswijk (NED)     | 15                          |
| 65                                                  | Tom Leezer (NED)            | 133                         |
| 66                                                  | Bram Tankink (NED)          | 40                          |
| 67                                                  | Laurens ten Dam (NED)       | 9                           |
| 68                                                  | Sep Vanmarcke (BEL)         | 106                         |
| 69                                                  | Maarten Wynants (BEL)       | 117                         |
| Directors esportius : Nico Verhoeven, Frans Maassen |                             |                             |

| Omega Pharma-Quick Step OPQ                            | Omega Pharma-Quick Step OPQ     | Omega Pharma-Quick Step OPQ |
| ------------------------------------------------------ | ------------------------------- | --------------------------- |
| Núm.                                                   | Ciclista                        | Pos.                        |
| 71                                                     | Mark Cavendish (GBR)            | NP-2                        |
| 72                                                     | Jan Bakelants (BEL)             | 24                          |
| 73                                                     | Michał Gołaś (POL)              | 55                          |
| 74                                                     | Michał Kwiatkowski (POL)* (CRI) | 28                          |
| 75                                                     | Tony Martin (GER) (CRI) (CRI)   | 47                          |
| 76                                                     | Alessandro Petacchi (ITA)       | 148                         |
| 77                                                     | Mark Renshaw (AUS)              | 142                         |
| 78                                                     | Niki Terpstra (NED)             | 94                          |
| 79                                                     | Matteo Trentin (ITA)*           | 93                          |
| Directors esportius : Wilfried Peeters, Davide Bramati |                                 |                             |

| AG2R La Mondiale ALM                                | AG2R La Mondiale ALM         | AG2R La Mondiale ALM |
| --------------------------------------------------- | ---------------------------- | -------------------- |
| Núm.                                                | Ciclista                     | Pos.                 |
| 81                                                  | Jean-Christophe Péraud (FRA) | 2                    |
| 82                                                  | Romain Bardet (FRA)*         | 6                    |
| 83                                                  | Mikaël Cherel (FRA)          | 59                   |
| 84                                                  | Samuel Dumoulin (FRA)        | 90                   |
| 85                                                  | Ben Gastauer (LUX)           | 21                   |
| 86                                                  | Blel Kadri (FRA)             | 84                   |
| 87                                                  | Sébastien Minard (FRA)       | 99                   |
| 88                                                  | Matteo Montaguti (ITA)       | 66                   |
| 89                                                  | Christophe Riblon (FRA)      | 120                  |
| Directors esportius : Vincent Lavenu, Julien Jurdie |                              |                      |

| Garmin-Sharp GRS                                     | Garmin-Sharp GRS                 | Garmin-Sharp GRS |
| ---------------------------------------------------- | -------------------------------- | ---------------- |
| Núm.                                                 | Ciclista                         | Pos.             |
| 91                                                   | Andrew Talansky (USA)            | NP-12            |
| 92                                                   | Janier Acevedo (COL)             | AB-13            |
| 93                                                   | Jack Bauer (NZL)                 | 137              |
| 94                                                   | Alex Howes (USA)                 | 127              |
| 95                                                   | Benjamin King (USA)*             | 53               |
| 96                                                   | Sebastian Langeveld (NED) (ruta) | 140              |
| 97                                                   | Ramūnas Navardauskas (LTU)       | 141              |
| 98                                                   | Tom-Jelte Slagter (NED)*         | 56               |
| 99                                                   | Johan Vansummeren (BEL)          | 74               |
| Directors esportius : Charles Wegelius, Johnny Weltz |                                  |                  |

| Giant-Shimano GIA                                       | Giant-Shimano GIA         | Giant-Shimano GIA |
| ------------------------------------------------------- | ------------------------- | ----------------- |
| Núm.                                                    | Ciclista                  | Pos.              |
| 101                                                     | Marcel Kittel (GER)       | 161               |
| 102                                                     | Roy Curvers (NED)         | 116               |
| 103                                                     | Koen de Kort (NED)        | 92                |
| 104                                                     | John Degenkolb (GER)*     | 123               |
| 105                                                     | Dries Devenyns (BEL)      | AB-14             |
| 106                                                     | Tom Dumoulin (NED)* (CRI) | 33                |
| 107                                                     | Cheng Ji (CHN)            | 164               |
| 108                                                     | Albert Timmer (NED)       | 146               |
| 109                                                     | Tom Veelers (NED)         | 155               |
| Directors esportius : Christian Guiberteau, Rudie Kemna |                           |                   |

| Lampre-Merida LAM                                            | Lampre-Merida LAM                 | Lampre-Merida LAM |
| ------------------------------------------------------------ | --------------------------------- | ----------------- |
| Núm.                                                         | Ciclista                          | Pos.              |
| 111                                                          | Rui Costa (POR) (ruta)            | NP-16             |
| 112                                                          | Davide Cimolai (ITA)*             | 163               |
| 113                                                          | Kristijan Đurasek (CRO)           | 46                |
| 114                                                          | Christopher Horner (USA)          | 17                |
| 115                                                          | Sacha Modolo (ITA)                | AB-2              |
| 116                                                          | Nélson Oliveira (POR)* (CRI/ruta) | 87                |
| 117                                                          | José Serpa (COL)                  | 48                |
| 118                                                          | Maximiliano Richeze (ARG)         | NP-6              |
| 119                                                          | Rafael Valls (ESP)                | AB-14             |
| Directors esportius : Orlando Maini, Joxean Fernández Matxin |                                   |                   |

| FDJ                                                | FDJ                         | FDJ   |
| -------------------------------------------------- | --------------------------- | ----- |
| Núm.                                               | Ciclista                    | Pos.  |
| 121                                                | Arnaud Démare (FRA)* (ruta) | 159   |
| 122                                                | William Bonnet (FRA)        | 158   |
| 123                                                | Mickaël Delage (FRA)        | 143   |
| 124                                                | Arnold Jeannesson (FRA)     | 30    |
| 125                                                | Matthieu Ladagnous (FRA)    | 76    |
| 126                                                | Cédric Pineau (FRA)         | 102   |
| 127                                                | Thibaut Pinot (FRA)*        | 3     |
| 128                                                | Jérémy Roy (FRA)            | 57    |
| 129                                                | Arthur Vichot (FRA)         | AB-13 |
| Directors esportius : Yvon Madiot, Thierry Bricaud |                             |       |

| Lotto-Belisol LTB                                 | Lotto-Belisol LTB           | Lotto-Belisol LTB |
| ------------------------------------------------- | --------------------------- | ----------------- |
| Núm.                                              | Ciclista                    | Pos.              |
| 131                                               | Jurgen Van den Broeck (BEL) | 13                |
| 132                                               | Lars Ytting Bak (DEN)       | 82                |
| 133                                               | Bart De Clercq (BEL)        | AB-8              |
| 134                                               | Tony Gallopin (FRA)         | 29                |
| 135                                               | André Greipel (GER) (ruta)  | 149               |
| 136                                               | Adam Hansen (AUS)           | 64                |
| 137                                               | Gregory Henderson (NZL)     | AB-4              |
| 138                                               | Jürgen Roelandts (BEL)      | 111               |
| 139                                               | Marcel Sieberg (GER)        | 145               |
| Directors esportius : Herman Frison, Marc Wauters |                             |                   |

| BMC Racing Team BMC                               | BMC Racing Team BMC      | BMC Racing Team BMC |
| ------------------------------------------------- | ------------------------ | ------------------- |
| Núm.                                              | Ciclista                 | Pos.                |
| 141                                               | Tejay van Garderen (USA) | 5                   |
| 142                                               | Darwin Atapuma (COL)     | AB-7                |
| 143                                               | Marcus Burghardt (GER)   | 154                 |
| 144                                               | Amaël Moinard (FRA)      | 45                  |
| 145                                               | Daniel Oss (ITA)         | 69                  |
| 146                                               | Michael Schär (SUI)      | 43                  |
| 147                                               | Peter Stetina (USA)      | 35                  |
| 148                                               | Greg Van Avermaet (BEL)  | 38                  |
| 149                                               | Peter Velits (SVK) (CRI) | 27                  |
| Directors esportius : Yvon Ledanois, Valerio Piva |                          |                     |

| Team Europcar EUC                                     | Team Europcar EUC      | Team Europcar EUC |
| ----------------------------------------------------- | ---------------------- | ----------------- |
| Núm.                                                  | Ciclista               | Pos.              |
| 151                                                   | Pierre Rolland (FRA)   | 11                |
| 152                                                   | Yukiya Arashiro (JPN)  | 65                |
| 153                                                   | Bryan Coquard (FRA)*   | 104               |
| 154                                                   | Cyril Gautier (FRA)    | 25                |
| 155                                                   | Yohann Gène (FRA)      | 128               |
| 156                                                   | Alexandre Pichot (FRA) | 107               |
| 157                                                   | Perrig Quéméneur (FRA) | 83                |
| 158                                                   | Kévin Réza (FRA)       | 73                |
| 159                                                   | Thomas Voeckler (FRA)  | 42                |
| Directors esportius : Andy Flickinger, Ismaël Mottier |                        |                   |

| Trek Factory Racing TFR                            | Trek Factory Racing TFR       | Trek Factory Racing TFR |
| -------------------------------------------------- | ----------------------------- | ----------------------- |
| Núm.                                               | Ciclista                      | Pos.                    |
| 161                                                | Fränk Schleck (LUX) (ruta)    | 12                      |
| 162                                                | Matthew Busche (USA)          | 98                      |
| 163                                                | Fabian Cancellara (SUI) (CRI) | NP-11                   |
| 164                                                | Markel Irizar (ESP)           | 63                      |
| 165                                                | Grégory Rast (SUI)            | 101                     |
| 166                                                | Andy Schleck (LUX)            | NP-4                    |
| 167                                                | Danny van Poppel (NED)*       | AB-7                    |
| 168                                                | Jens Voigt (GER)              | 108                     |
| 169                                                | Haimar Zubeldia (ESP)         | 8                       |
| Directors esportius : Kim Andersen, Alain Gallopin |                               |                         |

| Cofidis COF                                         | Cofidis COF           | Cofidis COF |
| --------------------------------------------------- | --------------------- | ----------- |
| Núm.                                                | Ciclista              | Pos.        |
| 171                                                 | Daniel Navarro (ESP)  | AB-13       |
| 172                                                 | Nicolas Edet (FRA)    | 77          |
| 173                                                 | Egoitz García (ESP)   | AB-9        |
| 174                                                 | Cyril Lemoine (FRA)   | 110         |
| 175                                                 | Luis Ángel Maté (ESP) | 31          |
| 176                                                 | Rudy Molard (FRA)*    | 51          |
| 177                                                 | Adrien Petit (FRA)*   | 156         |
| 178                                                 | Julien Simon (FRA)    | 109         |
| 179                                                 | Rein Taaramäe] (EST)  | 88          |
| Directors esportius : Didier Rous, Jean-Luc Jonrond |                       |             |

| Orica-GreenEDGE OGE                                | Orica-GreenEDGE OGE         | Orica-GreenEDGE OGE |
| -------------------------------------------------- | --------------------------- | ------------------- |
| Núm.                                               | Ciclista                    | Pos.                |
| 181                                                | Simon Gerrans (AUS) (ruta)  | NP-17               |
| 182                                                | Michael Albasini (SUI)      | 70                  |
| 183                                                | Simon Clarke (AUS)          | 113                 |
| 184                                                | Luke Durbridge (AUS)*       | 122                 |
| 185                                                | Mathew Hayman (AUS)         | AB-10               |
| 186                                                | Jens Keukeleire (BEL)       | 67                  |
| 187                                                | Christian Meier (CAN)       | 121                 |
| 188                                                | Svein Tuft (CAN) (CRI/ruta) | 131                 |
| 189                                                | Simon Yates (GBR)*          | NP-16               |
| Directors esportius : Matthew White, Neil Stephens |                             |                     |

| IAM Cycling IAM                                         | IAM Cycling IAM              | IAM Cycling IAM |
| ------------------------------------------------------- | ---------------------------- | --------------- |
| Núm.                                                    | Ciclista                     | Pos.            |
| 191                                                     | Mathias Frank (SUI)          | NP-8            |
| 192                                                     | Sylvain Chavanel (FRA) (CRI) | 34              |
| 193                                                     | Martin Elmiger (SUI) (ruta)  | 75              |
| 194                                                     | Heinrich Haussler (AUS)      | AB-18           |
| 195                                                     | Reto Hollenstein (SUI)       | NP-17           |
| 196                                                     | Roger Kluge (GER)            | 139             |
| 197                                                     | Jérôme Pineau (FRA)          | 58              |
| 198                                                     | Sébastien Reichenbach (SUI)* | 85              |
| 199                                                     | Marcel Wyss (SUI)            | 32              |
| Directors esportius : Eddy Seigneur, Rubens Bertogliati |                              |                 |

| NetApp-Endura TNE                                      | NetApp-Endura TNE         | NetApp-Endura TNE |
| ------------------------------------------------------ | ------------------------- | ----------------- |
| Núm.                                                   | Ciclista                  | Pos.              |
| 201                                                    | Leopold König (CZE)       | 7                 |
| 202                                                    | Jan Bárta (CZE) (CRI)     | 71                |
| 203                                                    | David de la Cruz (ESP)    | AB-12             |
| 204                                                    | Zakkari Dempster (AUS)    | 151               |
| 205                                                    | Bartosz Huzarski (POL)    | 68                |
| 206                                                    | Tiago Machado (POR)       | 72                |
| 207                                                    | José Mendes (POR)         | 124               |
| 208                                                    | Andreas Schillinger (GER) | 144               |
| 209                                                    | Paul Voss (GER)           | 50                |
| Directors esportius : Enrico Poitschke, Alex Sanz Vega |                           |                   |

| Bretagne-Séché Environnement BSE                    | Bretagne-Séché Environnement BSE | Bretagne-Séché Environnement BSE |
| --------------------------------------------------- | -------------------------------- | -------------------------------- |
| Núm.                                                | Ciclista                         | Pos.                             |
| 211                                                 | Brice Feillu (FRA)               | 16                               |
| 212                                                 | Jean-Marc Bideau (FRA)           | 115                              |
| 213                                                 | Anthony Delaplace (FRA)*         | 78                               |
| 214                                                 | Romain Feillu (FRA)              | 150                              |
| 215                                                 | Armindo Fonseca (FRA)*           | 138                              |
| 216                                                 | Arnaud Gérard (FRA)              | 132                              |
| 217                                                 | Florian Guillou (FRA)            | 62                               |
| 218                                                 | Benoît Jarrier (FRA)*            | 152                              |
| 219                                                 | Florian Vachon (FRA)             | 103                              |
| Directors esportius : Emmanuel Hubert, Roger Tréhin |                                  |                                  |